# Martin Ryle
Martin Ryle (Brighton, 27 settembre 1918 – Cambridge, 14 ottobre 1984) è stato un astronomo britannico.

## Biografia
Si occupò prevalentemente di ricerca nel campo della radioastronomia. Alla lunghezza d'onda di 1λ studiò il rumore radio emesso dal Sole, mostrando come la sua emissione fosse costituita da una componente termica quieta proveniente dalla corona solare e da sporadiche esplosioni non termiche originate prevalentemente in zone vicine a macchie solari.
Per ottenere migliori risoluzioni spaziali Ryle si dedicò allo studio della radiointerferometria. I radiointerferometri permisero di ottenere radiomappe del cielo con una sensibilità e risoluzione angolare mai raggiunte, consentendo così di scoprire nuove radiosorgenti come, per esempio i quasar e le pulsar.
Nel 1974 divise il Premio Nobel per la fisica con Antony Hewish per la realizzazione della tecnica di sintesi d'apertura e per la scoperta delle pulsar. Nello stesso anno Ryle protestò contro la decisione del SETI (Search for Extra Terrestrial Intelligence) di lanciare un segnale radio intenzionale verso l'ammasso M13 in quanto, a suo dire, qualsiasi creatura là fuori [potrebbe essere] malevola o affamata.